# Économie de l'Estonie
L'Estonie est membre de l'Union européenne depuis 2004, et a intégré la zone euro en 2011.
L'Estonie se caractérise par une économie de marché dynamique après avoir subi une profonde décollectivisation dans les années 1990, tout en ayant respecté une certaine orthodoxie budgétaire. L'Estonie s'est notamment illustré dans le secteur de l'informatique avec des entreprises comme Skype ou avec l'accès par internet aux administrations. L'Estonie est ainsi régulièrement citée comme modèle dans l'adoption des technologies de l'information et des télécommunications.
L'économie estonienne est l'une des plus libérales d'Europe du Nord, l’économie estonienne exporte des machines-outils, des équipements électriques et électroniques (comme les pièces de téléphonie mobile), des logiciels et des services liées aux NTIC, du bois et des produits textiles.
Les principaux partenaires commerciaux de l'Estonie sont, dans l'ordre, la Finlande, la Suède, l'Allemagne, la Lettonie, la Russie, la Lituanie et les États-Unis.

## Histoire
Après la chute du bloc de l'Est, l'économie estonienne est en crise. Le pays commence alors la décollectivisation de son économie, à travers des appels d'offres ouverts notamment aux étrangers. La création de la couronne estonienne en 1992, permet de réduire la forte inflation, qui était en 1991-1992, de 1,073 %. Le pays a connu une récession de 14,2 % en 1992, de 8,6 % en 1993 et de 2,7 % en 1994, alors que sur la même période, la production industrielle a baissé respectivement de 38,9 %, de 29,1 % et de 5,3 %. À partir de 1995, le pays connaît une importante croissance, l'inflation baisse alors à 30 % en 1995 puis à 11 % en mai 1998. En 1997, la croissance atteint le taux de 11,4 %. Durant la même période, la privatisation de l'économie est effectuée. En 1992, près de 50 % des entreprises sont privatisées, environ 90 % en 1995, et en 1998, la quasi-totalité de l'économie estonienne est privatisée à l'exception des secteurs des télécommunications, de l'énergie et des transports (ex : installations portuaires, centrales électriques).
Le produit intérieur brut par habitant passe, en 1996, de 34,8 % de la moyenne communautaire de l'Union européenne à 15, à 65 % de la moyenne communautaire de l'Union européenne à 27, en 2007. Une bourse électronique est créée à Tallinn en 1996, avant d'être rachetée par la Bourse d'Helsinki en 2001. En 1999, l'Estonie devient membre de l'Organisation mondiale du commerce.

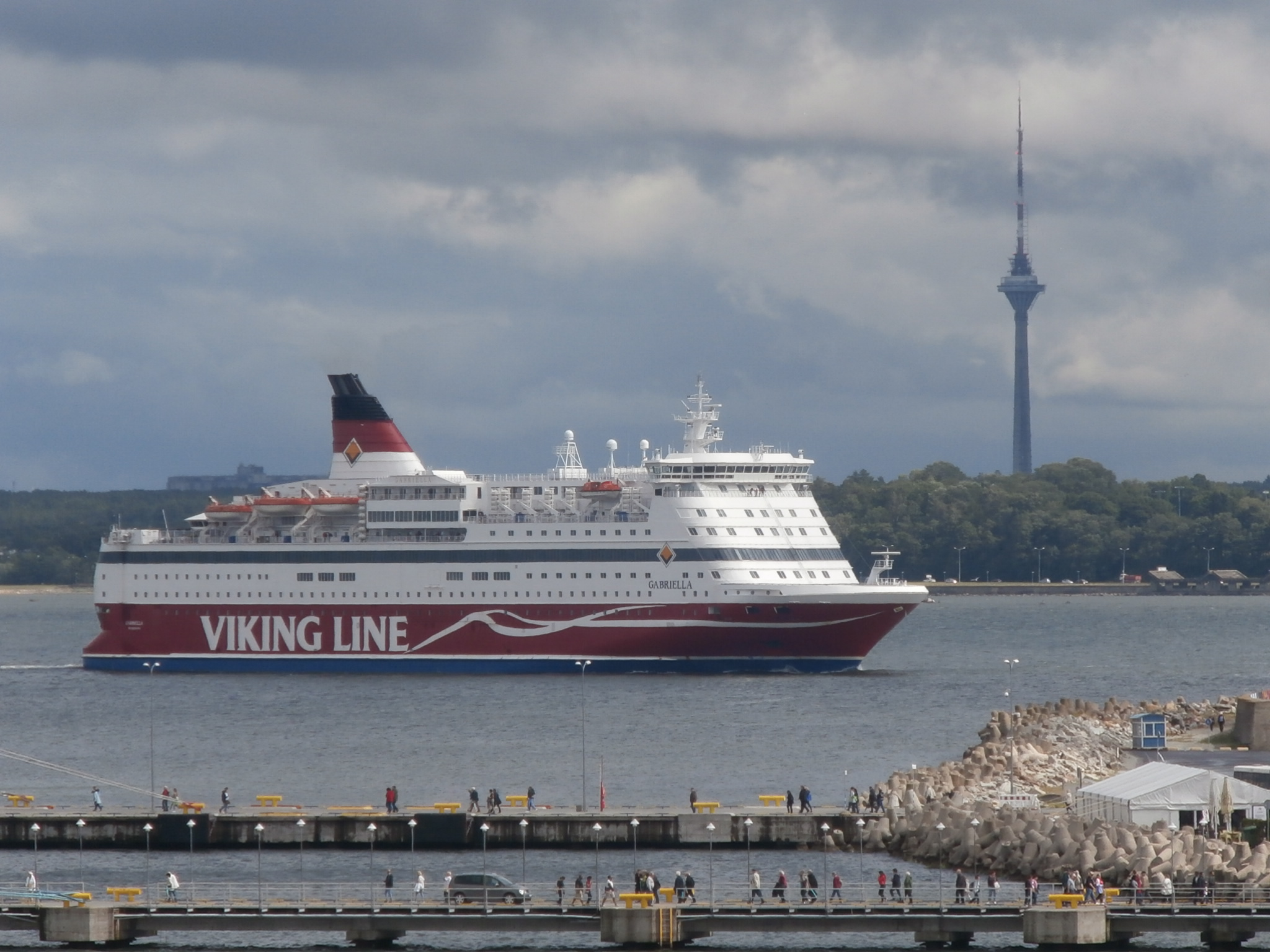
Paquebot finlandais de la Viking Line passant devant la tour de télévision de Talinn en 2017.

Entre 2000 et 2007, l'Estonie a connu une croissance annuelle moyenne supérieure à 8 %, accompagnée d'une forte réduction du chômage. Elle appartient, depuis 2001, au premier groupe des pays à fort niveau de développement humain (46e rang sur 174). En 2004, l'Estonie a été admis dans l'Union européenne et dans l'OTAN. En 2005, le PIB/habitant était de 9 733 euros, le PIB en standard de pouvoir d'achat (SPA) par habitant de 13 400 euros et le taux d'inflation de 4,1 % (2005). En juillet 2006, le taux de chômage était de 4,2 %.

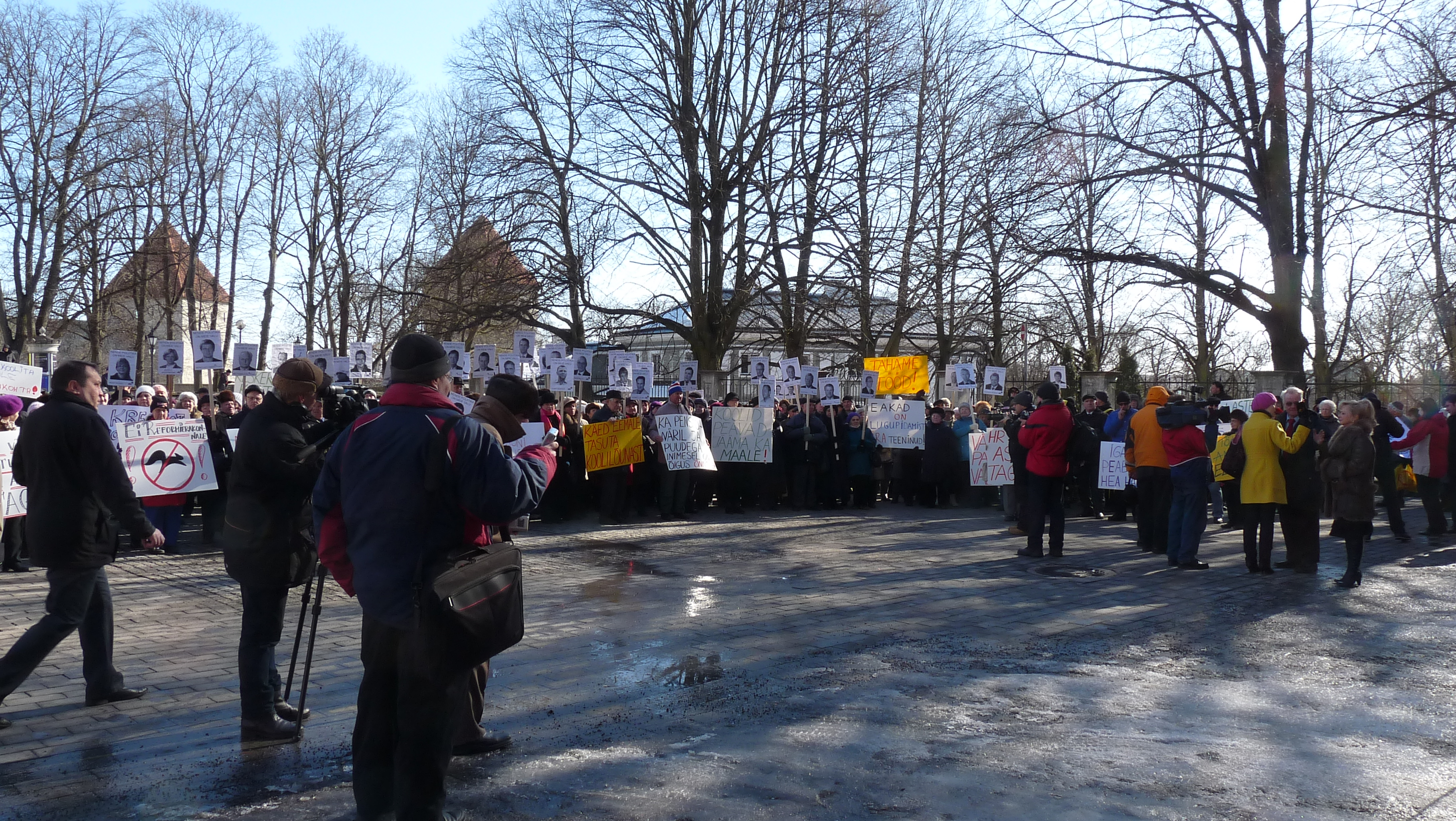
Manifestation antifiscale à Talinn en 2012.

À partir de 2009, le pays a subi une grave crise économique, il a vu son taux de chômage monter au-dessus de 15,2 %, en janvier 2010. L'économie de ce petit pays, très dépendante sur le plan financier des banques suédoises, s'est alors révélée très fragile. La crise financière de 2008 a provoqué une débâcle dans ce petit pays baltique qui avait formé sa propre bulle immobilière : entre juin 2008 et juin 2009, le PIB a reculé de 15 %, la production industrielle de 34 %. Le gouvernement tente de renverser la situation essentiellement par des coupes budgétaires, avec pour priorité de réduire l'inflation et de maitriser les finances publiques afin de pouvoir remplir les conditions d'entrée dans la zone euro dès 2011.
Le pays a, en 2009, la plus faible dette de l'Union européenne lui permettant d'intégrer la zone euro en 2011. Les critères de convergence (notamment moins de 60 % du PIB de dettes publiques et moins de 3 % du PIB de déficit public) sont largement remplis, avec une dette de 7,2 % et un déficit 1,7 % en 2009,.
Le 27 mai 2010, l'Estonie a été officiellement admis à l'OCDE en même temps qu'Israël, la Slovénie et le Chili.

## PIB par année
PIB nominal, par année fiscale (entre parenthèses le taux de croissance réel) selon l'Eurostat et l'Institut estonien de la Statistique :
- 1993 : 1,48 milliard d'euros (-5,7 %)
- 1994 : 1,9 milliard d'euros (-1,6 %)
- 1995 : 2,9milliards d'euros (6,5%)
- 1996 : 3,8 milliards d'euros (4,9 %)
- 1997 : 4,5 milliards d'euros (13,1 %)
- 1998 : 4,95 milliards d'euros (4,3%)
- 1999 : 5,41 milliards d'euros (-0,4 %)
- 2000 : 6,17 milliards d'euros (10,1%)
- 2001 : 6,98 milliards d'euros (6,0%)
- 2002 : 7,82 milliards d'euros (6,8 %)
- 2003 : 8,74 milliards d'euros (7,6 %)
- 2004 : 9,77 milliards d'euros (6,8 %)
- 2005 : 11,34 milliards d'euros (9,5 %)

- 2006 : 13,57 milliards d'euros (9,8 %)
- 2007 : 16,40 milliards d'euros (7,6 %)
- 2008 : 16,61 milliards d'euros (-5,1 %)
- 2009 : 14,11 milliards d'euros (-14,6 %)
- 2010 : 14,74 milliards d'euros (2,4 %)
- 2011 : 16,68 milliards d'euros (7,3 %)
- 2012 : 17,9 milliards d'euros (3,2 %)
- 2013 : 18,9 milliards d'euros (1,5 %)
- 2014 : 20,04 milliards d'euros (3 %)
- 2015 : 20,63 milliards d'euros (1,9 %)
- 2016 : 21,74 milliards d'euros (3,2 %)
- 2017 : 23,83 milliards d'euros (5,8 %)
- 2018 : 25,81 milliards d'euros (4,1 %)
- 2019 : 27,73 milliards d'euros (4,1 %)
- 2020 : 26,84 milliards d'euros (- 2,9 %)
- 2021 : 30,66 milliards d'euros& (8,3 %)

### Croissance économique

L'évolution du produit intérieur brut en Estonie entre 2000 et 2010.

| Année | 1990 | 1991 | 1992  | 1993 | 1994   | 1995  | 1996  | 1997   | 1998  | 1999   |
| ----- | ---- | ---- | ----- | ---- | ------ | ----- | ----- | ------ | ----- | ------ |
| Taux  | ?    | -8   | -21,2 | -5,7 | -1,6 % | 6,5 % | 4,9 % | 13,1 % | 4,3 % | -0,4 % |

| Année | 2000   | 2001  | 2002  | 2003  | 2004  | 2005  | 2006   | 2007  | 2008   | 2009    |
| ----- | ------ | ----- | ----- | ----- | ----- | ----- | ------ | ----- | ------ | ------- |
| Taux  | 10,0 % | 6,0 % | 7,9 % | 6,8 % | 7,6 % | 6,8 % | 10,6 % | 7,6 % | -5,1 % | -14,6 % |

| Année | 2010  | 2011 | 2012  |
| ----- | ----- | ---- | ----- |
| Taux  | 2,4 % | 7,3  | 3,2 % |

### Emploi et chômage

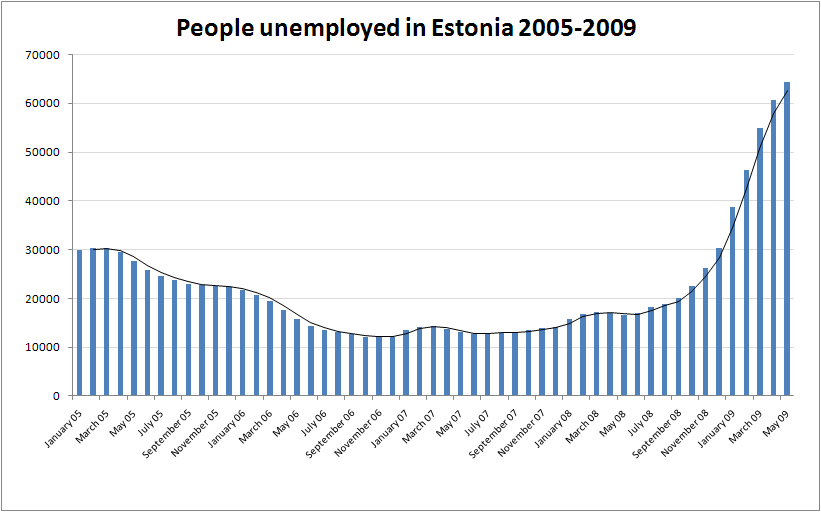
Le nombre de chômeurs entre 2005 et 2009.

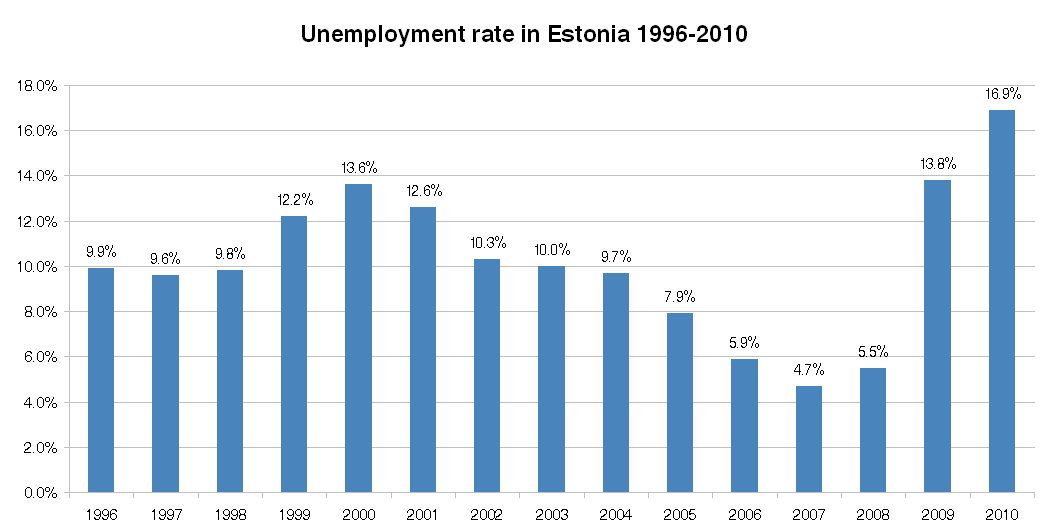
Le taux de chômage entre 1996 et 2010.

| Année | 2000   | 2001   | 2002   | 2003   | 2004  | 2005  | 2006  | 2007  | 2008  | 2009   |
| ----- | ------ | ------ | ------ | ------ | ----- | ----- | ----- | ----- | ----- | ------ |
| Taux  | 13,6 % | 12,6 % | 10,3 % | 10,0 % | 9,7 % | 7,9 % | 5,9 % | 4,7 % | 5,5 % | 13,8 % |

| Année | 2010   | 2011 | 2012 |
| ----- | ------ | ---- | ---- |
| Taux  | 16,9 % | 12,5 | -    |

## Monnaie
La monnaie nationale est l'euro depuis le 1er janvier 2011.
L'euro vient remplacer la couronne estonienne (eesti kroon ; abréviation internationale EEK), introduite en juin 1992 à parité fixe contre le mark allemand (1 DEM = 8 EEK), liée à l'euro depuis 1999.
La couronne estonienne faisait partie du mécanisme de taux de change européen II (MCE II) depuis le 28 juin 2004 (comme la Lituanie et la Slovénie, qui en est déjà sortie, et la Lettonie qui a adhéré en 29 avril 2005), de façon initialement à pouvoir adopter l'euro en janvier 2007, étant 1 euro = 15,646 6 EEK, ± 15 %. Les faces nationales des pièces de l'euro estonien sont déjà adoptées. Mais une inflation trop importante (environ 4 % sur 12 mois) a retardé le passage à l'euro pour 2011.
La première couronne estonienne avait déjà été utilisée de 1928 (en remplacement du mark estonien, au taux de 1 couronne pour 100 marks) à 1940, avant l'annexion par l'URSS. En 1933, lors de la crise économique, la couronne estonienne connaît une nouvelle dévaluation.
À la suite de l'invasion soviétique de 1940, la couronne estonienne est remplacée par le rouble soviétique au taux de 1 rouble pour 0,8 couronne.

## Secteurs

### Secteur primaire
L'agriculture du pays est centrée sur l'élevage bovin, porcin et avicole, le maraîchage péri-urbain et les cultures de la pomme de terre, du lin et du seigle. La structure agricole de l'Estonie, se caractérise par un émiettage, avec des parcelles agricoles de petites superficies avec 20,7 ha en moyenne, en 2001, dû la décollectivisation des terres. La part de l'agriculture dans le produit intérieur brut a diminué de 15 % à 3,3 % durant la période 1991-2000, tandis que l'emploi agricole est passé, sur la même période de 15 % à 5,2 %. Le sud du pays est connu pour avoir une agriculture plus dynamique que le nord du pays, en raison du climat et de meilleurs sols. Les principaux ports de pêche sont situés sur la côte occidentale du pays. Le pays possède d'importances réserves de sables bitumineux.

### Secteur secondaire
La combustion de schistes bitumineux couvre 75 % des besoins énergétiques de l'Estonie. Les énergies alternatives comme le bois, la tourbe et la biomasse, représentent 9 % de la production d'énergie primaire.

### Secteur tertiaire
Les deux principales banques du pays, la Hansapank et la Eesti Ühispank ont été respectivement rachetées par la Swedbank et par la Skandinaviska Enskilda Banken (SEB), deux banques suédoises.
Les autres banques sont banques Bigbank, Coop Pank, Holm Bank, Inbank, LHV Pank, Luminor Bank et TBB pank.
Le tourisme représente près de 10 % du PIB.

#### Transport
L'Estonie possède un réseau ferroviaire d'une longueur de plus de 1 000 kilomètres, dont seulement environ 130 kilomètres sont électrifiés. L'Estonie dispose de 12 aéroports et d'un héliport. L'aéroport le plus important du pays, est l'aéroport international de Tallinn, avec un trafic en 2007 de 1,37 million de passagers et 22 764 tonnes de fret.
Le plus grand port du pays se situe à Tallinn. Plus de 800 000 personnes transitent chaque année par le port de passagers de Tallinn.

## Échanges extérieurs
L'économie de l'Estonie est ouverte aux échanges extérieurs depuis 1992. Il n'existe alors aucun droit de douane. Des tarifs douaniers ont été réintroduits à partir de 2000. Depuis 2004, l'Estonie est membre de l'Union européenne. La politique douanière fait partie de la politique commerciale commune de l'Union européenne.
Les principaux partenaires de l'Estonie sont les autres États membres de l'Union européenne. En 2010, les échanges intra-européens représentent 68,5 % des exportations et 79,7 % des importations de l'Estonie.